# Holotrichia sumatrensis
Holotrichia sumatrensis är en skalbaggsart som beskrevs av Sharp 1881. Holotrichia sumatrensis ingår i släktet Holotrichia och familjen Melolonthidae. Inga underarter finns listade i Catalogue of Life.